# فهد المجمد
فهد المجمد، لاعب كرة قدم كويتي.
بدأ مع نادي القادسية الكويتي ومنذ عام 2013 وهو يلعب مع نادي السالمية الكويتي.
وكان يلعب مع منتخب الكويت الأولمبي لكرة القدم.